# 森下道誉
森下 道誉（もりした どうよ）は、戦国時代から安土桃山時代にかけての武将。山名氏の家臣。「道誉（道与）」は号で、諱は吉途（よしみち）。通称は四郎左衛門尉、後に出羽守。

## 略歴
但馬山名氏の家臣・森下氏の一族と見られるが、詳細は不明である。
天正8年（1580年）、織田氏に降った主君・山名豊国を中村春続らと共に鳥取城より追放し、吉川経家を新城主として迎えた。翌天正9年（1581年）の第二次鳥取城攻撃の際には城内に籠り、度々羽柴秀吉率いる包囲陣への夜討ちを行ったが、兵糧攻めにより10月下旬に吉川経家が自刃し、城が開城すると中村春続と同様に戦乱を起こした罪によって切腹を命じられて10月24日、自刃した。